# La Noce (Léger)
Pour les articles homonymes, voir La Noce.
La Noce est un tableau peint par Fernand Léger en 1911-1912. Cette huile sur toile cubiste représente un cortège nuptial. Exposée au Salon des indépendants de 1912, elle est aujourd'hui conservée au musée national d'Art moderne, à Paris.

## Expositions
- Salon des indépendants de 1912, Paris, 1912.
- Le Cubisme, Centre national d'art et de culture Georges-Pompidou, Paris, 2018-2019.